# Arthurlie House

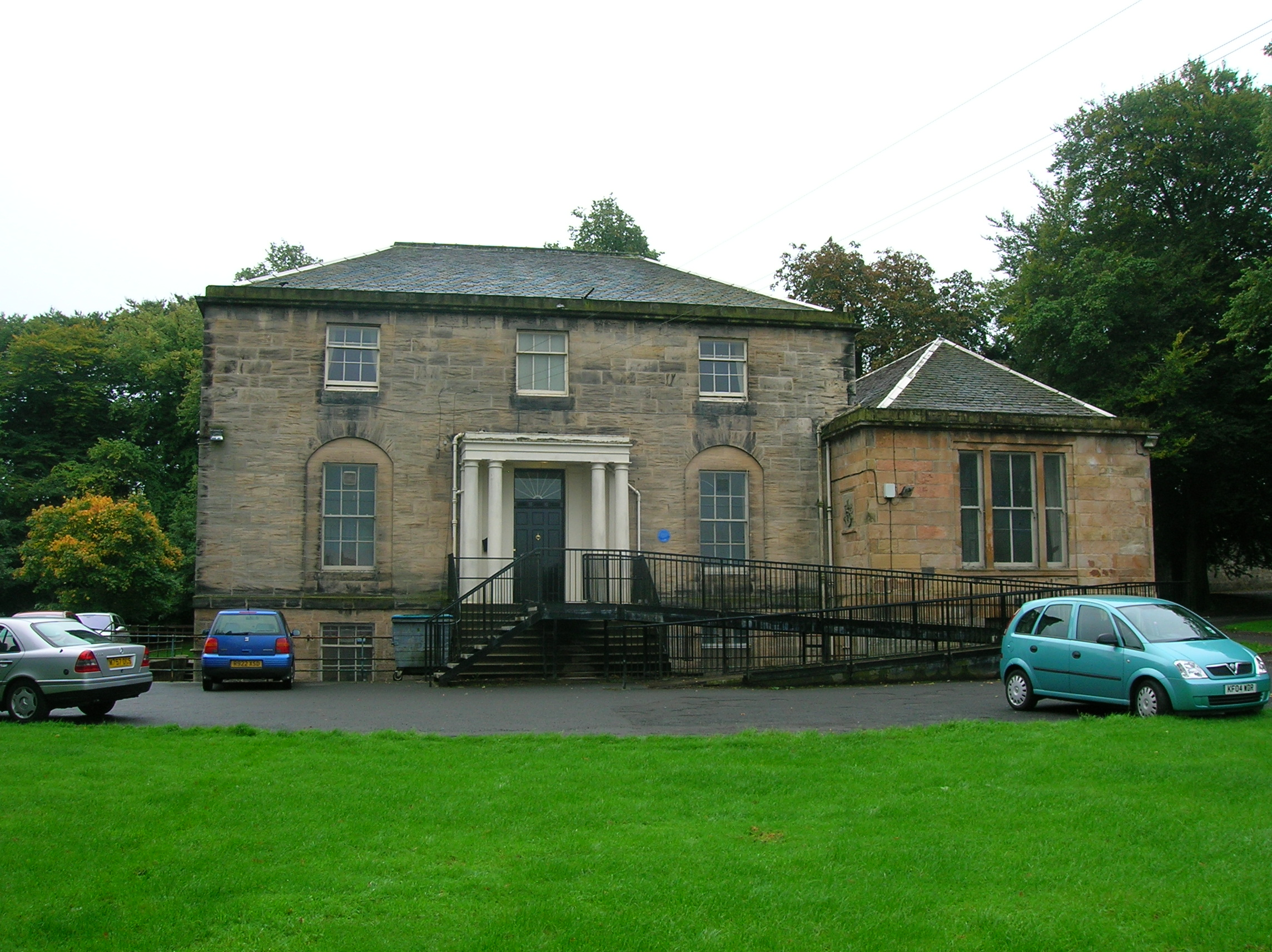
Arthurlie House

Arthurlie House ist eine Villa in der schottischen Stadt Barrhead. Das Gebäude liegt in einer kleinen Parkanlage neben dem Sportplatz im Westen der Stadt. 1971 wurde Arthurlie House in die schottischen Denkmallisten in der Kategorie B aufgenommen.

## Geschichte
Um das Jahr 1150 erhielt Robert de Croc die Ländereien von Arthurly. Sie wurden über viele Generationen innerhalb der Familie vererbt und gelangten im 18. Jahrhundert in den Besitz von Gavin Ralston. Dieser ließ um 1780 die Villa Arthurlie House erbauen. Im Jahre 1818 erwarb der Müller Henry Dunlop das Anwesen und veranlasste die Erweiterung des Gebäudes zu seiner heutigen Größe. Die Stadt Barrhead, in deren Besitz es sich bis heute befindet, erwarb Arthurlie House im Jahre 1930 und nutzte das Erdgeschoss als Gemeindezentrum. Die Villa kann für Freizeitaktivitäten, Versammlungen und Festivitäten angemietet werden.

## Beschreibung
Das ehemalige Herrenhaus ist architektonisch an den Stil der Renaissance angelehnt. Das zweistöckige Hauptgebäude besitzt ein ausgebautes Kellergeschoss. Im Westen schließt direkt ein einstöckiger Anbau mit Walmdach an. Ein weiterer, kleinerer und ebenfalls einstöckiger Anbau befindet sich an der rückwärtigen Südseite. Die Vorderfront ist symmetrisch durch drei Fensterachsen aufgeteilt. Der mittig befindliche Eingang ist von zwei dorischen Säulenpaaren umrahmt. Im Eingangsbereich wurde wahrscheinlich in den 1810er Jahren das Wappen der Familie Dunlop eingelassen.